# Konstanty Ildefons Gałczyński

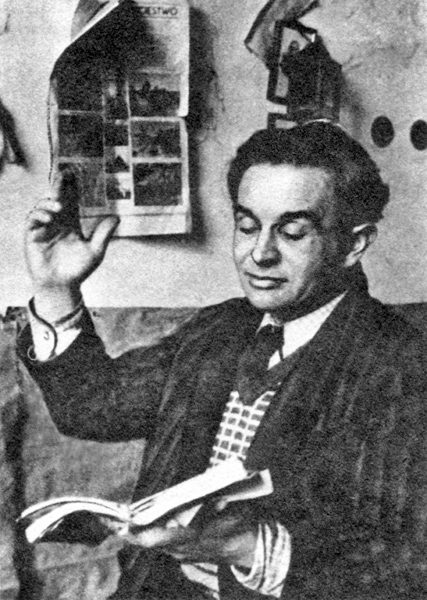
Konstanty Ildefons Gałczyński 1947

Konstanty Ildefons Gałczyński (* 23. Januar 1905 in Warschau; † 6. Dezember 1953 ebenda) war ein polnischer Dichter.

## Leben
Er begann mit satirischen Gedichten, die er in der Zeitschrift „Quadriga“ der gleichnamigen polnischen Gruppe veröffentlichte. Nach einer Anstellung als Zensurbeamter arbeitete er von 1931 bis 1933 als Kulturattaché bei der polnischen Botschaft in Berlin. Dort schrieb er das Gedicht Inge Bartsch, aktorka, po przewrocie zaginiona wśród tajemniczych okoliczności (Inge Bartsch, Schauspielerin, nach dem Umsturz unter rätselhaften Umständen verschollen) zum Andenken an die verschollene Schauspielerin.
Seit 1934 wirkte er als freier Autor. Er schrieb Gedichte, Hörspiele, Lieder, aber auch Werbeslogans. Ebenso schrieb er für die nationalkatholische Zeitschrift „Prosto z mostu“.
1939 wurde er zum Kriegsdienst eingezogen, kam in deutsche Gefangenschaft und lebte in verschiedenen Lagern, unter anderem im Stalag IV B bei Mühlberg/Elbe. Nach der Befreiung durch die Amerikaner blieb er zunächst in Paris, ging aber 1946 wieder nach Polen.  In Krakau arbeitete er bei der Zeitschrift Przekrój, einem beliebten, aber eher harmlosen Unterhaltungsblatt. Dort entstand das satirische Lesetheater Die grüne Gans. Dieses Theater war nicht für die Realisierung auf einer Bühne gedacht. Es war eine Sammlung von skurrilen „Pseudostücken“, in denen immer wiederkehrende Protagonisten die Dummheiten des Lebens im damaligen Polen darstellten. In dieser Form gelang es ihm, im kommunistischen Polen echte Gesellschaftskritik zu realisieren. Im Przekrój erschienen auch seine „Briefe mit dem Veilchen“.
In den Jahren 1948 bis 1949 lebte er in Stettin. Er war Mitbegründer des Kulturklubs 13 Muz.
Gałczyński verbrachte seinen Sommerurlaub am liebsten im alten Forsthaus Pranie am Niedersee in Masuren. Dort wurde 1980 ein Museum über ihn errichtet (Koordinaten 53° 36′ 29,02″ N, 21° 30′ 3,62″ O).

## Werk
Als das bekannteste Gedicht Gałczyńskis gilt „Zaczarowana dorożka“ (Die verzauberte Droschkenkutsche) aus dem Jahr 1946.
In seinen letzten Lebensjahren widmete sich Gałczyński hauptsächlich größeren Dichtwerken:
- Wielkanoc Jana Sebastiana Bacha (Johann Sebastian Bachs Osterfest) (1950)
- Niobe (1951)
- Wit Stwosz (Veit Stoß) (1952)
- Kronika Olsztyńska (Allensteiner Chronik) (1952)

Gałczyński hat 1952 auch Shakespeares „Sommernachtstraum“ ins Polnische übersetzt.

## Werke
- Die grüne Gans. Das kleinste Theater der Welt. Illustriert von Sławomir Mrożek. Aus dem Polnischen von Karl Dedecius (Bibliothek Suhrkamp 222). Suhrkamp, Frankfurt 1969, 2. Auflage 1988. ISBN 3-518-01222-3; andere Auflage und Übers.: Die grüne Gans. Pseudostücke. Hrsg., mit Anm. und einer Nachbem. versehen von Jutta Janke. Übers. Jolanta & Herwig Brätz. Reihe Spektrum, 175. Verlag Volk und Welt, Berlin 1983
- Auszug: Poesie wird teurer. In: Sisyphos Zwei. Ein Almanach über Bücher und Lebenskunst (Das zweite Jahr 1992). Faber & Faber, Berlin 1992, S. 29f. (im Anh. Kurzbiografie)
- Zentralheizung. In: Dramen. Volk und Welt, Berlin 1966. ISBN 85-265-6595-8[4]